# Sabine Keri
Sabine Keri, zuvor Sabine Schwarz, (* 18. März 1973 in Wien) ist eine österreichische Politikerin (ÖVP). Seit 2015 ist sie Abgeordnete zum Wiener Landtag und Mitglied des Wiener Gemeinderates.

## Leben
Sabine Schwarz absolvierte eine Ausbildung zur Marketing- und Vertriebsmanagerin.  Von 2005 bis November 2015 war sie Bezirksrätin in Wien-Landstraße. Ab 2015 war sie Landesobfrau-Stellvertreterin der ÖVP-Frauen in Wien. Am 24. November 2015 wurde sie in der 20. Wahlperiode als Abgeordnete zum Wiener Landtag und Gemeinderat angelobt, wo sie Mitglied des Gemeinderatsausschusses für Bildung, Integration, Jugend und Personal sowie des Gemeinderatsausschusses für Petitionen und BürgerInneninitiativen war. Ab Juni 2016 war sie geschäftsführende Bezirksparteiobfrau in Wien-Leopoldstadt, im Februar 2017 wurde sie zur Bezirksparteiobfrau in Wien-Leopoldstadt gewählt.
Bei der Landtags- und Gemeinderatswahl in Wien 2020 kandidierte sie als Spitzenkandidatin für den Wahlkreis Leopoldstadt. Im Mai 2021 folgte sie Veronika Mickel-Göttfert als Landesleiterin der VP-Wien Frauen nach.
Gemeinsam mit dem damaligen Klubobmann der ÖVP Landstraße, Georg Keri, trat sie 2021 für die Benennung der Neuen Mittelschule (NMS) Hörnesgasse nach Friedrich Zawrel ein.
Keri wurde 2022 in ihrer Funktion als Bezirksparteiobfrau der ÖVP Leopoldstadt wiedergewählt. Im Zuge des Streites in der ÖVP-Bezirksfraktion Hietzing um die Nachfolge von Bezirksvorsteherin Silke Kobald trat sie im Herbst 2023 für Ausschlüsse aus der Wiener ÖVP-Frauenorganisation ein. Für die Landtags- und Gemeinderatswahl in Wien 2025 wurde sie auf den sechsten Listenplatz gereiht. Auf der Bundeskonferenz der ARGE Frauen des Österreichischen Arbeitnehmerinnen- und Arbeitnehmerbund (ÖAAB) wurde sie im Mai 2025 zu einer der Stellvertreterinnen der Bundesvorsitzenden Romana Deckenbacher gewählt.
Keri ist Mitglied des Damen-Komitees des St. Georgs-Ordens.